# Licania leucosepala
Licania leucosepala là một loài thực vật có hoa trong họ Cám. Loài này được Griseb. mô tả khoa học đầu tiên năm 1857.